# داریا ظریفنا
داریا اولکساندریونا ظریفنا (زاده ۴ ژوئیه ۱۹۸۹) فعال اجتماعی و کارآفرین است. او قبل از پیوستن به خدمات دولتی در تجارت رسانه، صنعت خلاق و خیریه مشغول بود.  در ژوئن 2019 مشاور شورای امنیت ملی و دفاع اوکراین و در فوریه 2020 مشاور رئیس دفتر رئیس جمهور اوکراین آندری یرماک شد..
از آغاز تهاجم تمام‌مقیاس روسیه به اوکراین در سال 2022، او در خلاصه‌های اطلاعاتی شرکت کرده است که آخرین به‌روزرسانی‌های جنگ را از طرف رئیس دفتر اوکراین ارائه می‌کند..
او عضو گروه تخصصی یرماک مک‌فول در مورد تحریم‌های روسیه، گروه ضمانت‌های امنیت بین‌المللی (گروه یرماک-راسموسن) است. شورای امور جوانان زیر نظر رئیس جمهور اوکراین, گروه کاری برای پیشگیری از گرسنگی (برنامه غذایی بشردوستانه 'غلاتی از اوکراین'.) و گروه کاری OECD در مورد رشوه. اتهام راه اندازی کارگروه بین المللی در مورد جنایات زیست محیطی ارتکابی توسط روسیه علیه اوکراین و گروه کاری بین المللی 'کودکان را برگردانید UA' در مورد حمایت از حقوق کودکان اوکراینی اخراج شده توسط روسیه. داریا مسئول پشتیبانی ارتباطی فرآیندهای تبادل اسیران جنگی با همکاری ستاد هماهنگی در مورد رفتار با اسیران جنگی است..